# Konnektor (Grammatik)
Konnektoren sind sprachliche Ausdrücke, die aufeinander folgende Sätze in eine spezifische semantische Beziehung zueinander setzen können. Das sind im Deutschen etwa 350 Ausdrücke, die syntaktisch gesehen als Konjunktionen, Relativpronomen  oder bestimmte Subklassen von Adverbien und Partikeln eingestuft werden. Der Begriff „Konnektor“ definiert also keine Wortart, sondern eine inhaltliche Funktion, die verschiedene Wortarten gemeinsam übernehmen können. In der Satzfolge „Ich war mit Peter verabredet. Dann wurde er plötzlich krank und konnte nicht kommen“ hat dann die Funktion eines Konnektors (und die Wortart Adverb).
Konnektoren spielen für den Zusammenhalt von Texten eine zentrale Rolle als Kohärenzstifter und „Wegweiser“ für die Interpretation; sie spielen daher sowohl syntaktisch für die Bildung komplexer Sätze als auch in der Textlinguistik eine wichtige Rolle.